# 鉢嶺杏奈
鉢嶺 杏奈（はちみね あんな、1989年7月19日 - ）は、日本の女優、タレント。
東京都出身。TRUSTAR所属。日本大学芸術学部映画学科卒業。妹は鉢嶺七奈。

## 略歴
1998年6月、知人の紹介でファイブエイトに所属。「Disney's パーティーヒーロー」CMでデビュー。
2003年にフジテレビのバラエティ番組「SDM発!」から生まれたユニット『Doll's Vox』に参加。
2010年、ファイブエイトからオスカープロモーションに移籍。
2020年2月、12年所属したオスカープロモーションを退社。同年6月にTRUSTAR所属となった。

## 人物
2020年7月19日に結婚を報告。2021年11月12日に第1子男児、2024年7月17日に第2子男児を出産した。

## 作品

### 映像作品
- sweet#2 鉢嶺杏奈（2001年11月25日、ベガファクトリー）
- 鉢嶺杏奈 WITH 七奈 LOST MEMORY（2004年12月18日、イーネット・フロンティア）

## 出演

### テレビドラマ
- 鬼の棲家 第2・4話（1999年1月19日・2月2日、フジテレビ） - 加藤あゆみ（幼少期） 役
- 別れる2人の事件簿（2000年4月20日 - 6月22日、テレビ朝日） - 七原愛 役
- 月曜ドラマスペシャル 実演販売人 轟安二郎（2000年6月5日、TBS） - 釜谷弥生 役
- 鉄甲機ミカヅキ 第2話（2000年11月25日、フジテレビ） - 和泉沙織（少女期） 役
- 月曜ドラマスペシャル 弁護士迫まり子の遺言作成ファイル3（2000年12月11日、TBS） - 迫まり子（少女期） 役
- トトの世界〜最後の野生児〜 第1話（2001年2月26日、NHK-BS2） - 羽生田真琴（少女期） 役
- ココだけの話「不機嫌なめざめ」（2001年3月3日、テレビ朝日） - 留美 役
- es 危険な扉 -愛を手錠で繋ぐ時-（2001年4月14日 - 6月30日、テレビ朝日） - 香川直子 役
- 仮面ライダーシリーズ（テレビ朝日）
  - 仮面ライダー龍騎 第31・32話（2002年9月1日・8日） - 浜崎実加 役
  - 仮面ライダーウィザード 第14・15話（2012年12月9日・16日） - 真中千鶴 役
- おみやさん第2シリーズ 第8話（2003年6月12日、テレビ朝日） - 高村美奈 役
- ニコニコ日記 第5・11話（2003年8月25日・9月10日、NHK） - 小鳥遊ケイ（少女期） 役
- 夢みる葡萄〜本を読む女〜 第1・2話（2003年9月29日・10月6日、NHK） - 小川朝美（少女期） 役
- 二つの嘘 同窓会殺人事件（2005年8月17日、テレビ東京） - 藤野裕恵（少女期） 役
- 対岸の彼女（2006年1月15日、WOWOW）
- 偽りの花園 第53話（2006年6月14日、東海テレビ） - 志穂里 役
- 受験の神様 第7話（2007年9月1日、日本テレビ）
- 警視庁捜査一課9係シーズン3 第4話（2008年5月7日、テレビ朝日） - 後藤加奈 役
- DRAMATIC-J バースデイ〜誕生日におこった4つの物語「恋愛ショートケーキ」（2008年7月15日、関西テレビ） - 東山ミホ 役
- ティーンコート 第10話 - 最終話（2012年3月13日 - 20日、日本テレビ）
- 朝ドラ殺人事件（2012年3月28日 - 29日、NHK） - 朝ドラのヒロイン 役
- 車イスで僕は空を飛ぶ（2012年8月25日、日本テレビ）[11]
- 水曜ミステリー9 温泉女将ふたりの事件簿2（2013年1月30日、テレビ東京） - 恵理 役
- 月曜ゴールデン おふくろ先生の診療日記6（2013年11月4日、MBS / TBS）
- お葬式で会いましょう（2014年5月5日、NHK）
- DOCTORS3 最強の名医 第8話（2015年2月26日、テレビ朝日） - 久保凛子 役
- 土曜ワイド劇場 救急救命士・牧田さおり10（2015年5月9日、テレビ朝日） - 竹下すみれ 役
- オモクリ監督 〜O-Creator's TV show〜【ホラーSPたけし新作】千原ジュニア監督作品（2015年8月23日、フジテレビ）
- 経世済民の男「高橋是清」後編（2015年8月29日、NHK） - 高橋真喜子 役
- 鴨川食堂 第3話（2016年1月24日、NHK BSプレミアム） - 美月明日香 役
- 銀と金 第4 - 6話（2017年1月28日 - 2月11日、テレビ東京） - 青木美沙 役
- 緊急取調室（2019年） - 新井美加 役
- 日曜プライム「おかしな刑事20」（2019年） ‐ 玉城華菜 役
- コタローは1人暮らし 第1話（2021年4月24日、テレビ朝日） - 宏美 役

### 映画
- 源氏物語 あさきゆめみし〜Live in a Dream〜（2000年7月29日、タイトル・プロデュース） - 紫の上（少女期） 役
- 風と大地と梨の木と（2002年制作）[12] - 牧原もゆる 役
- 進撃の巨人 ATTACK ON TITAN（2015年8月1日、東宝） - 立体機動兵 ミナミ 役
- 実りゆく（2020年10月9日、彩プロ）[13]
- 余命10年（2022年3月4日、ワーナー・ブラザース映画） - 高林茉莉の同級生 役[14]
- マイライフ、ママライフ（2022年4月1日、ムービー・アクト・プロジェクト） - 主演、三島沙織 役[15][16][17]

### Vシネマ
- 秘密屋（2014年12月3日、TSUTAYA） - 久野美穂 役

### 舞台
- D'TOT「FROG-新撰組Jade Keeper-」（2010年9月8日 - 12日、SPACE107） - 時田ツカサ 役
- 渋ハチプロデュース「ストックホルム」（2010年10月30日 - 11月3日、赤坂REDシアター）[18] - 斎藤真琴 役
- パルコ・プロデュース『クレイジーハニー』（2011年8月5日 - 28日、PARCO劇場 / 9月3日・4日、北國新聞赤羽ホール / 9月6日・7日、ももちパレス 大ホール） - ソネ 役
- LIVE ACT 青の祓魔師〜魔神の落胤〜（2012年5月11日 - 17日、日本青年館） - 神木出雲 役
- 黒鯛プロデュース「愛『ば』、地球を救う!?」（2012年9月7日 - 9日、銀座みゆき館劇場）[19] - マキ 役
- 柿喰う客 女体シェイクスピア「発情ジュリアス・シーザー」（2013年2月21日 - 3月3日、青山円形劇場 / 3月14日 - 17日、in→dependent theatre 2nd / 3月20日、りゅーとぴあ / 4月6日 - 7日、三重県文化会館 小ホール）[20] - キャスカ 役
- Office ENDLESS produce「RE-INCARNATION RE-BIRTH」（2013年9月12日 - 16日、シアター1010） - 小喬 役
- IKEYA食堂「モグラのヒカリ」（2013年10月17日 - 27日、劇場MOMO） - 日影さゆり 役
- 柿喰う客「世迷言」（2014年1月29日 - 2月4日、本多劇場 / 2月14日 - 15日、サンケイホールブリーゼ） - 姫 役
- 虚構の劇団「天使は瞳を閉じて」（2016年8月5日 - 14日、座・高円寺1 / 8月20日・21日、あかがねミュージアム多目的ホール / 8月26日 - 28日、AI・HALL / 8月31日 - 9月4日、あうるすぽっと）

### バラエティ
- SDM発!（2003年10月27日 - 2004年3月15日、フジテレビ） - タカミープロジェクト「Doll's Vox」
- CS発! 美少女箱（2004年11月5日 - 2005年3月）
- NHK高校講座 数学基礎（2006年4月13日 - 2010年3月、NHK教育）
- 日立 世界・ふしぎ発見! ミステリーハンター（2012年10月20日 - 、TBS）[21]
- 王様のブランチ 王様のデザート（2015年3月 - 、TBS）
- 怪談のシーハナ聞かせてよ。第弐章（2018年10月8日 - 、エンタメ〜テレ）
- 怪談のシーハナ聞かせてよ。第参章（2021年4月 - 、エンタメ〜テレ）[22]
- 陸海空　こんなところでヤバイバル（2019年、テレビ朝日）

### ネット配信
- 進撃の巨人 ATTACK ON TITAN 反撃の狼煙（dTV） - 立体機動兵 ミナミ 役

### CM
- ナムコ ワールドスタジアム3（1999年）
- 任天堂 どうぶつの森（2001年）
- ライオン アクロン（2001年 - 2003年）
- 小学館 ちゃお（2003年）
- 明治乳業 エッセルスーパーカップ（2003年 - 2004年）
- バンダイ ふたりはプリキュアカードコミューン（2004年）
- プロピア ヘアーコンタクト（2004年 - 2005年）
- 関西電力 オール電化（2004年 - 2005年）
- ミツカン 金のつぶ（2004年）
- ベネッセコーポレーション 進研ゼミ中学講座（2005年）
- メガネストアー（2006年 - 2007年）
- すき家 「うな牛」編（2015年）
- ユニクロ ヒートテックエクストラウォーム（2015年）
- オリオンビール いちばん桜（2018年）
- 味の素 鍋キューブ おでん本舗 あごだし醤油 おでん職人編（2021年）

### ポスター
- 東芝エレベータ 労働災害防止強調月間ポスター（2013年）

### テレビアニメ
- すばらしきこのせかい The Animation（2021年） - シキ / 美咲四季 役[23]

### ゲーム
- すばらしきこのせかい（2007年7月27日） - シキ / 美咲四季 役
- キングダム ハーツ 3D ［ドリーム ドロップ ディスタンス］（2012年3月29日） - シキ / 美咲四季 役
- 新すばらしきこのせかい(2021年7月27日) - 美咲四季 役[24]

### ラジオ
- 青春アドベンチャー  （NHK-FM）
  - 『北海タイムス物語』第9話（2019年2月22日） - 権藤聡美 役[25]

## 書籍

### 写真集
- Tr´es bien（2004年7月、彩文館出版、撮影：加納典譲）ISBN　978-4775600474